# Jonas Berggren

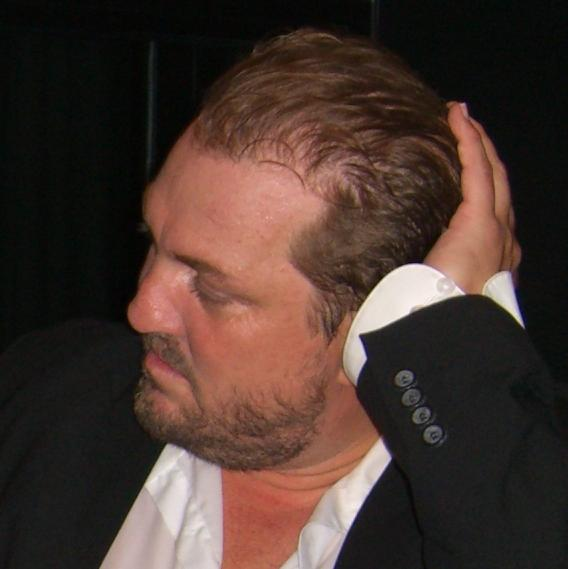
Jonas Berggren (2008)

Jonas Petter Berggren, auch bekannt als Joker oder JP (* 21. März 1967, Göteborg, Schweden) ist ein schwedischer Popsänger, Keyboarder, Gitarrist, Songwriter und Musikproduzent. Bekannt wurde er mit seiner Band Ace of Base.
Er begann, Lieder zu schreiben, als er sieben Jahre alt war.
Als Gründungsmitglied von Ace of Base schrieb Berggren alle ihre Hits, darunter All That She Wants, The Sign, und Beautiful Life. Außerdem arbeitete er mit DJ BoBo, Army of Lovers, E-Type und Meja zusammen. Unter dem Künstlernamen „Joker“ (oder, in einigen späteren Werken, JP), hat Berggren heute auch sein eigenes Studio, genannt The Barn. Die ehemaligen weiblichen Mitglieder von Ace of Base, Linn Berggren und Jenny Berggren, sind seine Schwestern. Berggren war auch der Produzent und Komponist für das Album „Pride“ der schwedischen Pop-Gruppe Yaki-Da 1995.
Bergren ist seit 2000 verheiratet und hat mit seiner Frau vier Kinder.